# دالة لامبرت W

الرسم البياني للدالة ل و. الفرع العلوي (باللون الأزرق) مع القيم هو الرسم البياني للدالة (الفرع الرئيسي)، والفرع السفلي (باللون الأرجواني) مع القيم هو الرسم البياني للدالة. الحد الأدنى لقيمة في

في الرياضيات ، دالة لامبرت W أو دالة أوميغا، هي دالة متعددة القيم، والتي تساوي مجموعة فروع الدالة العكسية للدالة {\displaystyle f(w)=we^{w}} ، حيث أن {\displaystyle w} هو عدد مركب و{\displaystyle e^{w}} هي الدالة الأسية.
لكل عدد صحيح {\displaystyle k} يوجد فرع واحد، يُرمز له بِـ {\displaystyle W_{k}({\text{z}})}. {\displaystyle W_{0}} يعرف بالفرع الرئيسي. لهذه الدوال توجد خاصيّة: إذا كان {\displaystyle {\text{z}}} و- {\displaystyle w} عددان مركبان، ينتج أن:
{\displaystyle we^{w}=z}
يحدث إذا وفقط إذا :
{\displaystyle w=W_{k}({\text{z}})} لـ {\displaystyle k} صحيح.
{\displaystyle ye^{y}=x}
لهذه المعادلة حل فقط لكل {\displaystyle x\geq -{\frac {1}{e}}} ; نحصل على {\displaystyle y=W_{0}(x)} اذا كان {\displaystyle x\geq 0} ، والقيمتين {\displaystyle y=W_{0}(x)} و أيضا {\displaystyle y=W_{-1}(x)} اذا كان {\displaystyle -{\frac {1}{e}}\leq x<0} (كما ترون في الصورة).
هذه الدالة (أو عائلة الدوال) مفيدة في التوافقيات، على سبيل المثال، في عد الأشجار. يمكن استخدامها لحل المعادلات التي تحتوي على أس (على سبيل المثال الحد الأقصى لمعادلة بلانك، ومعادلة توزيع بوز-آينشتاين، ومعادلة توزيع فيرمي-ديراك).

## الأصل وسبب التسمية
تمت تسمية دالة لامبرت W على اسم عالم الرياضيات يوهان هاينريش لامبرت.
في بعض الأحيان الفرع الرئيسي {\displaystyle W_{0}} يرمز له أيضًا بـ {\displaystyle W_{p}} والفرع {\displaystyle W_{-1}} يرمز له أيضًا بـ {\displaystyle W_{m}} .
في بعض الأحيان تسمى الدالة أيضًا " لوغاريتم المضروب" (product logarithm) لأنه إذا كانت الدالة العكسية لـ {\displaystyle f(w)=e^{w}} تسمى اللوغاريتم، لذا فمن المنطقي تسمية الدالة العكسية للمضروب {\displaystyle we^{w}} بالاسم "لوغاريتم المضروب"
في الفرع الرئيسي سوف نتلقى {\displaystyle W_{0}'(0)=1} .

## التفاضل والتكامل

### المشتقة
وفقا لطريقة إيجاد مشتقة دالة مغلقة، يمكن إثبات أنه بالنسبة لجميع فروع {\displaystyle W} توجد معادلة تفاضلية عادية:
{\displaystyle z(1+W){\frac {dW}{dz}}=W\ \ \ (z\neq {\frac {-1}{e}})}
( {\displaystyle W} ليست قابلة للاشتقاق لـ {\displaystyle z=-{\frac {1}{e}}} ) ولذلك، نحصل على الصيغة التالية:
{\displaystyle {\frac {dW}{dz}}={\frac {W(z)}{z(1+W(z))}}\ \ \ z\notin \{0,-{\frac {1}{e}}\}}
وباستخدام المتطابِقَة {\displaystyle e^{W(z)}={\frac {z}{W(z)}}} نحصل على التالي:
{\displaystyle {\frac {dW}{dz}}={\frac {1}{z+e^{W(z)}}}\ \ \ (z\neq -{\frac {1}{e}})}
في الفرع الرئيسي سوف نحصل على {\displaystyle W_{0}'(0)=1}.

### التكامل
يمكن تكامل الدالة {\displaystyle W(x)} والعديد من الدوال الأخرى التي تحتوي على الدالة W فيها باستخدام التكامل من خلال طريقة التعويض: {\displaystyle w=W(x)\ \ \ (x=we^{w})}
{\displaystyle {\begin{aligned}\int W(x)dx&=xW(x)-x+e^{W(x)}+C\\\ &=x\left(W(x)-1+{\frac {1}{W(x)}}\right)+C\end{aligned}}}
المعادلة الثانية هي الأكثر استخداما، ولكنها غير معرفة لـ {\displaystyle x=0}.
إذا استخدمنا أن {\displaystyle W_{0}(e)=1} سنحصل على:
{\displaystyle \int _{0}^{e}W_{0}(x)dx=e-1}

#### التكامل المحدود
هناك بعض التكاملات المحدودة المفيدة للفرع الرئيسي من الدالة W للامبرت. مثل:
{\displaystyle \int _{0}^{\pi }W_{0}(2\cot ^{2}x)\sec ^{2}xdx=4{\sqrt {\pi }}}
{\displaystyle \int _{0}^{\infty }{\frac {W_{0}(x)}{x{\sqrt {x}}}}dx=2{\sqrt {2\pi }}}
{\displaystyle \int _{0}^{\infty }W_{0}\left({\frac {1}{x^{2}}}\right)dx=2{\sqrt {\pi }}}
يمكن إيجاد المعادلة الأولى عن طريق كتابة التكامل الغوسي في الإحداثيات القطبية.
ويمكن إيجاد المعادلة الثانية باستخدام التعويض {\displaystyle u=W_{0}(x)} ، فيمكنك أيضًا:
{\displaystyle \int {\frac {W(x)}{x}}dx={\frac {W(x)^{2}}{2}}+W(x)+C}
{\displaystyle x=ue^{u}}
{\displaystyle {\frac {dx}{du}}=(u+1)e^{u}}
{\displaystyle {\begin{aligned}\int _{0}^{\infty }{\frac {W_{0}(x)}{x{\sqrt {x}}}}\,dx&=\int _{0}^{\infty }{\frac {u}{ue^{u}{\sqrt {ue^{u}}}}}(u+1)e^{u}\,du\\[5pt]&=\int _{0}^{\infty }{\frac {u+1}{\sqrt {ue^{u}}}}du\\[5pt]&=\int _{0}^{\infty }{\frac {u+1}{\sqrt {u}}}{\frac {1}{\sqrt {e^{u}}}}du\\[5pt]&=\int _{0}^{\infty }u^{\tfrac {1}{2}}e^{-{\frac {u}{2}}}du+\int _{0}^{\infty }u^{-{\tfrac {1}{2}}}e^{-{\frac {u}{2}}}du\\[5pt]&=2\int _{0}^{\infty }(2w)^{\tfrac {1}{2}}e^{-w}\,dw+2\int _{0}^{\infty }(2w)^{-{\tfrac {1}{2}}}e^{-w}\,dw&&\quad (u=2w)\\[5pt]&=2{\sqrt {2}}\int _{0}^{\infty }w^{\tfrac {1}{2}}e^{-w}\,dw+{\sqrt {2}}\int _{0}^{\infty }w^{-{\tfrac {1}{2}}}e^{-w}\,dw\\[5pt]&=2{\sqrt {2}}\cdot \Gamma \left({\tfrac {3}{2}}\right)+{\sqrt {2}}\cdot \Gamma \left({\tfrac {1}{2}}\right)\\[5pt]&=2{\sqrt {2}}\left({\tfrac {1}{2}}{\sqrt {\pi }}\right)+{\sqrt {2}}\left({\sqrt {\pi }}\right)\\[5pt]&=2{\sqrt {2\pi }}.\end{aligned}}}
المعادلة الثالثة تنبع من المعادلة الثانية مع تعويض {\displaystyle u=x^{-2}} وبالإضافة إلى ذلك فإن المعادلة الأولى تنبع أيضاً من المعادلة الثالثة بتعويض {\displaystyle z={\frac {1}{\sqrt {2}}}\tan x} .